# Slime Rancher 2
Slime Rancher 2 est un jeu vidéo d'aventure de simulation de vie à la première personne développé et publié par le studio indépendant américain Monomi Park. Slime Rancher 2 est la suite directe de son prédécesseur, Slime Rancher (2017). Il présente le personnage jouable et protagoniste principal de Slime Rancher, Beatrix LeBeau explorant un nouvel endroit appelé "Rainbow Island". Le jeu sort en accès anticipé le 22 septembre 2022 sur Xbox Series X/S et Microsoft Windows via le Microsoft Store, Steam et Epic Games Store.

## Système de jeu
Dans un monde ouvert, le joueur contrôle le personnage "Beatrix Lebeau", une éleveuse qui a déménagé de la planète Terre vers une planète lointaine pour vivre la vie d'un éleveur de slime, centrée sur la construction d'un ranch et l'exploration de l'environnement afin de collecter, nourrir et élever des slimes, des organismes vivants gélatineux de différentes tailles et caractéristiques,.
Le jeu tourne autour de l'alimentation des slimes avec la bonne nourriture afin qu'ils puissent produire des "plorts", qui peuvent être vendus en échange de Newbucks, une monnaie nécessaire pour acheter des améliorations pour le ranch et son équipement. Il existe différents types de slimes dans le monde. Les slimes réagissent et changent en fonction de ce qu'ils reçoivent.

## Développement
Slime Rancher 2 a été révélé le 13 juin 2021 via une bande-annonce sur la chaîne YouTube officielle de Monomi Park avec une date de sortie en 2022.
Lors de l'Xbox & Bethesda Games Showcase 2022, plus d'informations sur le jeu ont été révélées ainsi qu'une date de sortie à l'automne 2022.
Slime Rancher 2 utilise le moteur Unity, similaire au premier jeu de la série. Il utilise le nouveau HDRP, au sein de Unity, un pipeline de rendu qui gère les fonctionnalités graphiques. Ceci est différent du premier jeu Slime Rancher qui utilise l'ancien pipeline de rendu 3D. Le pipeline de rendu haute définition n'a que quelques années et ajoute quelques nouveautés au moteur.
Le 18 août 2022, le compte officiel du jeu révèle la date du début de l'accès anticipé du jeu, qui démarrera le 22 septembre 2022.

## Sortie
Slime Rancher 2 sort en accès anticipé le 22 septembre 2022 sur les Xbox Series et Microsoft Windows via le Microsoft Store, Steam et Epic Games Store,.